# Nightliner

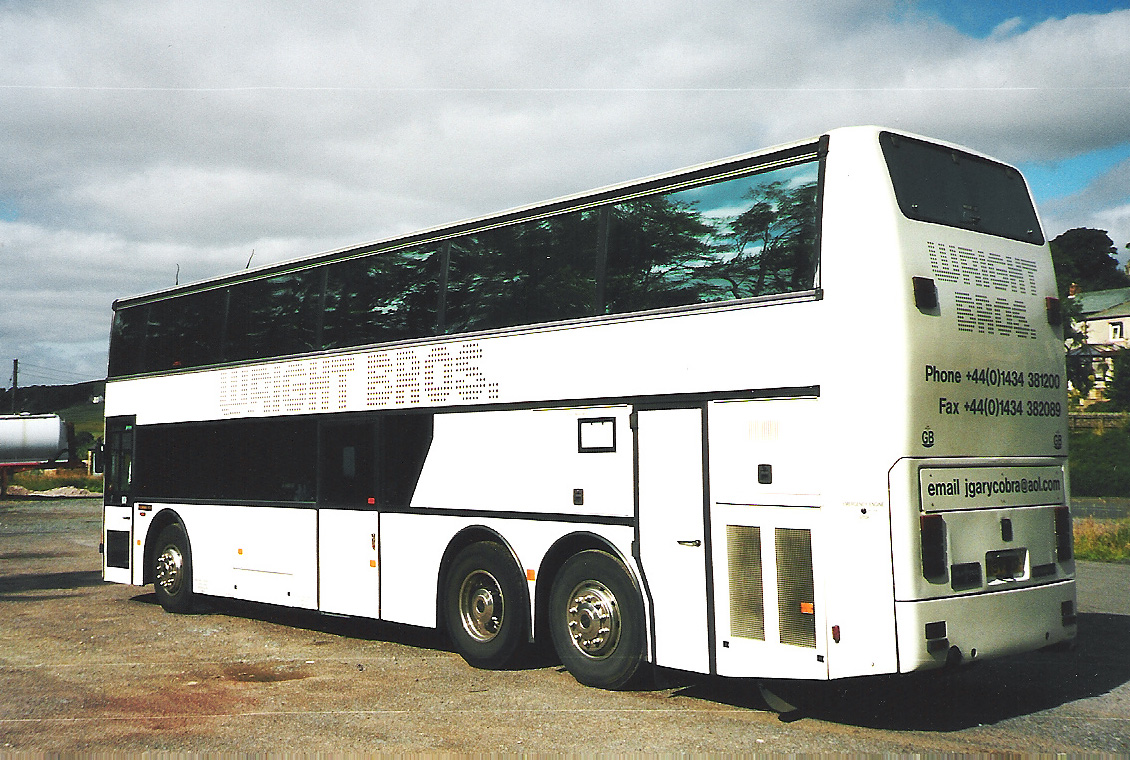
Nightliner

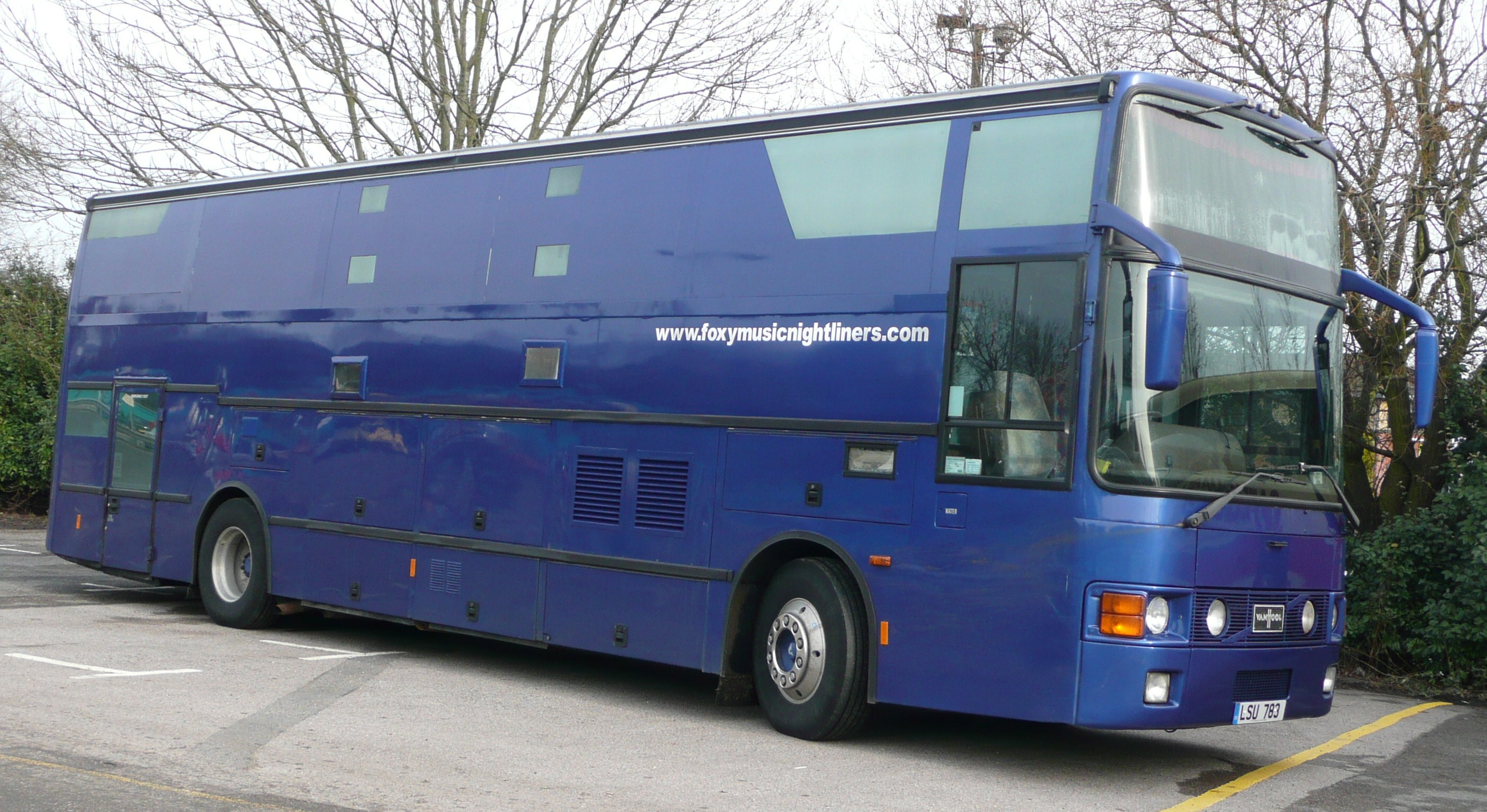
Nightliner

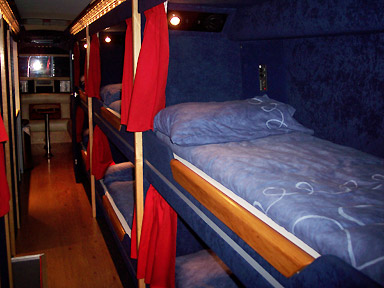
Betten im Bus

Nightliner sind Busse, die insbesondere von Konzert-, Tourneeveranstaltern und Bands oder Ensembles angemietet werden, um die Künstler und Crews – zum Beispiel im Rahmen einer Tournee – von einem Veranstaltungsort zum nächsten zu transportieren und gleichzeitig als rollendes Hotel zu fungieren. Sie wurden ursprünglich in den USA eingesetzt (dortige Bezeichnung sleeper bus) und verbreiteten sich später über Großbritannien nach Europa. Ähnliche Funktion und Ausstattung bieten Hotelbusse für touristische Zwecke.

## Einsatzbereiche und Ausstattungen
Damit die Künstler und ihre Crews rechtzeitig und ausgeruht den nächsten Veranstaltungsort erreichen, werden sie in Bussen mit Bestuhlung und Betten befördert, den Nightlinern. Während der Fahrt ist in der EU ein Aufenthalt im Bett nicht zulässig.
Nightliner und Reisebusse unterscheiden sich technisch nicht. Als Grundfahrzeuge kommen entweder gebrauchte oder neue Reisebusse zum Einsatz. Gebrauchte Busse werden entweder von den Tourbusunternehmen selbst oder durch Spezialfirmen individuell umgebaut. Neufahrzeuge werden „nackt“, also ohne Sitze und teilweise auch ohne Boden-, Decken- oder Innenverkleidungen, ausgeliefert. Den individuellen Innenausbau übernehmen auch in diesem Fall die Unternehmen selbst, Spezialfirmen oder Sonderabteilungen der Bushersteller.
Nightliner bieten Sitzplätze und Schlafkojen. Die Busse sind in der Regel mit modernen Sound- und Unterhaltungssystemen, Internetzugang, Bordküchen mit Kühlschränken und WC ausgestattet. Je nach Einsatz und Anbieter sind auch geflieste Duschen, Waschmaschinen, Wohnzimmerlandschaften etc. vorhanden.